# Kondo Naoya
Naoya Kondo (近藤 直也 Kondo Naoya, sinh ngày 3 tháng 10 năm 1983 ở Utsunomiya, Tochigi) là một cầu thủ bóng đá người Nhật Bản hiện tại thi đấu cho JEF United Chiba.
Anh từng là thành viên của U-20 Nhật Bản thi đấu tại Giải vô địch bóng đá trẻ thế giới 2003 tổ chức ở UAE.

## Thống kê sự nghiệp câu lạc bộ
Cập nhật đến ngày 23 tháng 2 năm 2018.
| Thành tích câu lạc bộ | Thành tích câu lạc bộ | Thành tích câu lạc bộ | Giải vô địch | Giải vô địch | Cúp                   | Cúp                   | Cúp Liên đoàn | Cúp Liên đoàn | Châu lục | Châu lục  | Khác    | Khác      | Tổng cộng | Tổng cộng |
| Mùa giải              | Câu lạc bộ            | Giải vô địch          | Số trận      | Bàn thắng    | Số trận               | Bàn thắng             | Số trận       | Bàn thắng     | Số trận  | Bàn thắng | Số trận | Bàn thắng | Số trận   | Bàn thắng |
| Nhật Bản              | Nhật Bản              | Nhật Bản              | Giải vô địch | Giải vô địch | Cúp Hoàng đế Nhật Bản | Cúp Hoàng đế Nhật Bản | J. League Cup | J. League Cup | AFC      | AFC       | Khác1   | Khác1     | Tổng cộng | Tổng cộng |
| --------------------- | --------------------- | --------------------- | ------------ | ------------ | --------------------- | --------------------- | ------------- | ------------- | -------- | --------- | ------- | --------- | --------- | --------- |
| 2002                  | Kashiwa Reysol        | J1 League             | 0            | 0            | 0                     | 0                     | 0             | 0             | –        | –         | –       | –         | 0         | 0         |
| 2003                  | Kashiwa Reysol        | J1 League             | 15           | 1            | 0                     | 0                     | 2             | 0             | –        | –         | –       | –         | 17        | 1         |
| 2004                  | Kashiwa Reysol        | J1 League             | 26           | 1            | 1                     | 0                     | 5             | 0             | –        | –         | 2       | 0         | 34        | 1         |
| 2005                  | Kashiwa Reysol        | J1 League             | 12           | 0            | 0                     | 0                     | 4             | 0             | –        | –         | –       | –         | 16        | 0         |
| 2006                  | Kashiwa Reysol        | J2 League             | 3            | 0            | 2                     | 0                     | –             | –             | –        | –         | –       | –         | 5         | 0         |
| 2007                  | Kashiwa Reysol        | J1 League             | 16           | 1            | 1                     | 0                     | 4             | 0             | –        | –         | –       | –         | 21        | 1         |
| 2008                  | Kashiwa Reysol        | J1 League             | 5            | 0            | 0                     | 0                     | 3             | 0             | –        | –         | –       | –         | 8         | 0         |
| 2009                  | Kashiwa Reysol        | J1 League             | 22           | 0            | 2                     | 0                     | 2             | 0             | –        | –         | –       | –         | 26        | 0         |
| 2010                  | Kashiwa Reysol        | J2 League             | 34           | 3            | 3                     | 1                     | –             | –             | –        | –         | –       | –         | 37        | 4         |
| 2011                  | Kashiwa Reysol        | J1 League             | 31           | 1            | 3                     | 0                     | 2             | 0             | –        | –         | –       | –         | 36        | 1         |
| 2012                  | Kashiwa Reysol        | J1 League             | 26           | 2            | 5                     | 0                     | 4             | 0             | 4        | 0         | 1       | 0         | 40        | 2         |
| 2013                  | Kashiwa Reysol        | J1 League             | 31           | 2            | 2                     | 0                     | 5             | 0             | 11       | 1         | 1       | 0         | 50        | 3         |
| 2014                  | Kashiwa Reysol        | J1 League             | 18           | 0            | 1                     | 0                     | 8             | 0             | –        | –         | –       | –         | 27        | 0         |
| 2015                  | Kashiwa Reysol        | J1 League             | 7            | 0            | 0                     | 0                     | 1             | 0             | 1        | 0         | –       | –         | 9         | 0         |
| 2016                  | JEF United Chiba      | J2 League             | 35           | 2            | 0                     | 0                     | –             | –             | –        | –         | –       | –         | 35        | 2         |
| 2017                  | JEF United Chiba      | J2 League             | 38           | 4            | 1                     | 0                     | –             | –             | –        | –         | 1       | 0         | 39        | 4         |
| Tổng                  | Tổng                  | Tổng                  | 319          | 17           | 21                    | 1                     | 40            | 0             | 16       | 1         | 5       | 0         | 401       | 19        |

1Bao gồm Siêu cúp Nhật Bản.

## Danh hiệu

### Câu lạc bộ
Kashiwa Reysol
- J. League Division 1 (1): 2011
- J. League Division 2 (1): 2010
- Cúp Hoàng đế Nhật Bản (1): 2012
- Siêu cúp Nhật Bản (1): 2012
- J. League Cup (1): 2013

### Cá nhân
- J. League Best XI (1): 2011